# Какарікі антиподський
Какарікі антиподський (Cyanoramphus unicolor) — вид папугоподібних птахів родини Psittaculidae. Поширений на островах Антиподів, що лежать за 860 кілометрів на південний захід від Нової Зеландії.

## Поширення
Вид є ендеміком незаселених і охоронюваних островів Антиподів (Нова Зеландія). Він поширений на головному острові Антиподів (20 км²) і острові Боллонс (0,5 км²), а також зустрічається в невеликій кількості на острівцях Підвітряний (0,1 км²), Внутрішній Навітряний (0,1 км²) і Аркуей (0,1 км²). Він зустрічається на всіх острівних ареалах, але найбільш поширений на високих, купиних луках і осоках, особливо біля узбережжя, у добре вкритих рослинністю балках і поблизу значних колоній пінгвінів.
У 1978 році популяція була оцінена в 2000-3000 статевозрілих особин. Популяціє є стабільною і з того часу чисельність виду суттєво не змінилася.